# Caulophrynidae
I Caulophrynidae sono una famiglia di pesci ossei abissali appartenenti all'ordine Lophiiformes.

## Distribuzione e habitat
La famiglia è cosmopolita. Non esiste però nel mar Mediterraneo. Vivono nel piano abissale a profondità che possono superare i 2000 metri.

## Descrizione
Il principale carattere distintivo di questa famiglia è l'illicio che porta all'estremità un bulbo luminoso dotato di un fotoforo. La pinna dorsale e la pinna anale portano raggi molto allungati liberi per gran parte della lunghezza; questi raggi sono ricchi di terminazioni nervose e hanno funzioni sensoriali. Varie ossa del cranio e dell'opercolo ridotte. Le femmine hanno corpo globoso, bocca molto grande più o meno orizzontale armata di denti appuntiti e pelle liscia, priva di scaglie o spinule ossee. I maschi hanno occhi molto grandi, organi olfattivi sviluppatissimi e pinne pettorali ampie. Sono parassiti della femmina ma probabilmente in grado di vivere anche autonomamente. Si conosce pochissimo della biologia dei maschi perché se ne conoscono solo cinque esemplari, due ancora a vita libera e tre già uniti alla femmina.
La femmina più grande nota appartiene alla specie Caulophryne pelagica e supera di poco 18 cm; i maschi liberi noti (due esemplari) misurano 0,7 e 1,1 cm. I maschi parassiti sono leggermente più grandi.

## Specie
- Genere Caulophryne
  - Caulophryne bacescui
  - Caulophryne jordani
  - Caulophryne pelagica
  - Caulophryne polynema
- Genere Robia
  - Robia legula[2]